# Jekaterina Savtsjenko
Jekaterina Savtsjenko (Russisch: Екатерина Савченко), geboren als Jekaterina Aleksandrova (Russisch: Екатерина Александровна) (3 juni 1977) is een Russische hoogspringster uit de omgeving van Omsk. Ze was de afgelopen jaren op succesvol in internationale wedstrijden en won ook in 2006 het Russisch indoorkampioenschap.
In 2006 greep ze met een vierde plaats op het WK indoor in eigen land net naast de medailles. De Spaanse hoogspringster Ruth Beitia sprong ook 1,98 m, maar won het brons, omdat ze hiervoor minder pogingen nodig had. Op de Wereldkampioenschappen atletiek 2007 in Osaka evenaarde ze haar persoonlijk record van 2,00 m dat ze eerder dat jaar in juli sprong.
Ze is aangesloten bij atletiekvereniging Trade Unions en wordt getraind door Yevgeni Savchenko.

## Titels
- Russisch kampioene hoogspringen (indoor) - 2006

## Persoonlijke records
| Onderdeel              | Prestatie | Datum       | Plaats    |
| ---------------------- | --------- | ----------- | --------- |
| hoogspringen (indoor)  | 1,98 m    | 2006        | Moskou    |
| hoogspringen (outdoor) | 2,00 m    | 1 juli 2007 | Dudelange |

## Palmares

### Hoogspringen
Kampioenschappen
- 2005: 6e EK indoor - 1,92 m
- 2006: 4e WK indoor - 1,98 m
- 2006: 7e EK - 1,95 m
- 2007: 5e WK - 2,00 m
- 2008: 7e WK indoor - 1,93 m

Golden League-podiumplaatsen
- 2007:  Weltklasse Zürich – 1,98 m
- 2007:  ISTAF – 1,97 m